# Ichikawa Sadanji II.

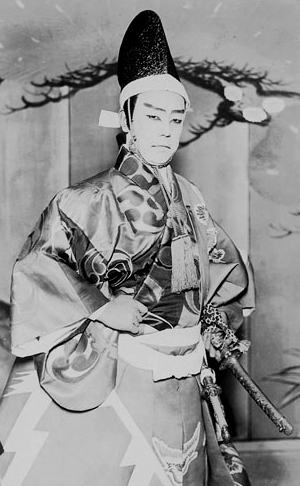
Sasanji Ichikawa II. als Togashi-zaemon im Kabukistück Kanjinchō

Ichikawa Sadanji II. (jap. 二代目 市川 左團, Nidaime ~, wirklicher Name: Takahashi Eijirō (高橋 榮次郎); * 19. Oktober 1880, Präfektur Tokio; † 23. Februar 1940) war ein japanischer Kabukischauspieler.

## Leben
Der Sohn des Schauspielers Ichikawa Sadanji I. stand bereits im Alter von vier Jahren erstmals auf der Bühne und trat unter den Namen Ichikawa Botan, Ichikawa Koyone I. (市川 小米) und Ichikawa Enshō II. (二代目 市川 莚升) auf. Nach dem Tod seines Vaters 1904 übernahm er dessen Theater Meiji-za, das er mit Unterstützung von Kawakami Otojirō und Matsui Shōyō fortführte, und nahm 1906 den Bühnennamen Ichikawa Sadanji II. an.
In den Jahren 1906–07 unternahm er eine Studienreise nach Europa. Er lernte in Paris Sarah Bernhardt und Réjane kennen und studierte in London an Herbert Beerbohm Trees Theaterschule. Nach seiner Rückkehr nach Japan setzte er seine Arbeit an seinem Kabukitheater fort. Mit Osanai Kaoru gründete er 1909 das „Freie Theater“ (自由劇場 Jiyū Gekijō), mit der er im gleichen Jahr die japanische Erstaufführung von Henrik Ibsens John Gabriel Borkman im Theater Yūraku-za auf die Bühne brachte.
In den Folgejahren spielte Ichikawa zahlreiche Stücke am Meiji-tza, darunter mehrere Uraufführungen von Stücken Okamoto Kidōs, bis er das Meiji-za 1912 verkauft. Im Sommer 1928 organisierte er die erste Auslandsreise einer japanischen Kabukitruppe (mit Ichikawa Shōchō II., Kawarazaki Chōjūrō IV., Ichikawa Danko II., Ichikawa Enshō III., Ichikawa Arajirō II. und Ichikawa Sakon), die ihn nach Moskau und Leningrad führte und bei der er Sergei Eisenstein, Wsewolod Meyerhold und Konstantin Stanislawski kennenlernte.
Ichikawa spielte und inszenierte an seinem Theater bis wenige Wochen vor seinem Tod. Neben klassischen Kabukistücken bemühte er sich dabei stets auch um die Aufführung moderner Werke. Mit Okamoto Kidō, Osanai Kaoru und Mayama Seika erarbeitete er eine Reihe von Shinkabuki-Dramen, die unter dem Titel Kyōka Gikyoku Jūshu bekannt wurde und bis zur Gegenwart auf den Spielplänen japanischer Kabukitheater steht. Sein Adoptivsohn war der Schauspieler Ichikawa Shōen (Sawamura Sōjūrō), zu seinen Schülern zählten Ichikawa Arajirō II., Ichikawa Sashō II., Ichikawa Kudanji III., Ichikawa Tsutanosuke II., Ichikawa Sabunji II., Ichikawa Sakizō und Ichikawa Shōhaku.
Bereits zu Anfang des 19. Jahrhunderts gab es ein Schauspieler gleichen Namens, über den nur wenig bekannt ist. Dieser war ein Schüler von Ichikawa Ebizō V., trat als Kind 1813 unter dem Namen Ichikawa Sankichi auf und führte ab 1815 den Namen Ichikawa Sadanji II.